# Vuurtoren op Kaap Pembroke
De vuurtoren op Kaap Pembroke (Cape Pembroke Lighthouse) bevindt zich ongeveer 9,5 km ten oosten van Stanley, de enige stad op Oost-Falkland. Hij staat op het oostelijkste punt van de Falklandeilanden, een Brits overzees gebied. De vuurtoren wees de schippers op het gevaar van Billy Rock, een hindernis die ongeveer 800 m uit de kust ligt. Tijdens de Falklandoorlog liep de installatie in 1982 schade op, waardoor ze buiten dienst werd gesteld. Een metalen lichtopstand die in de nabijheid werd opgesteld en om de 20 seconden drie witte flitsen vertoont, heeft de functie van de vuurtoren overgenomen.

## Geschiedenis

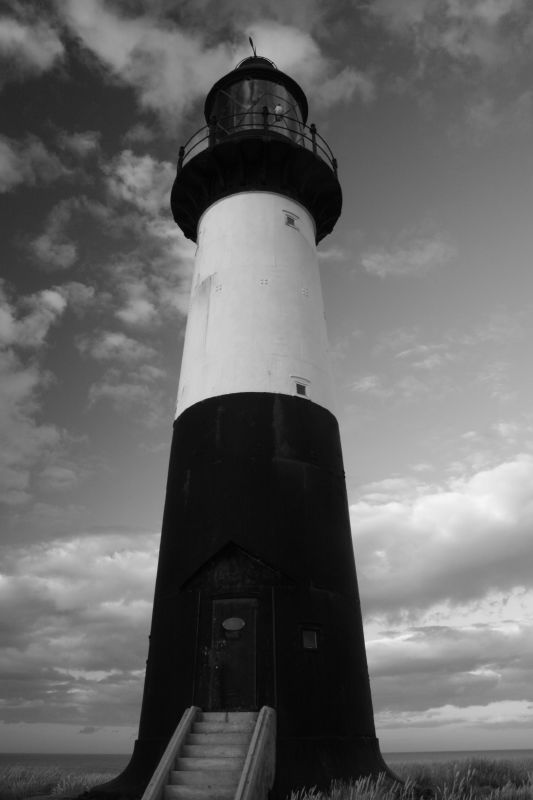
De gerestaureerde vuurtoren.

### Oprichting en ingebruikname
Rond 1840 werden zeevaarders gewaarschuwd voor het gevaar van Billy Rock door een houten constructie op Kaap Pembroke. Om de herkenbaarheid van het bouwwerk te verhogen werd het voorzien van een rood en wit kleurenpatroon.
In 1854 vervaardigde de firma W. Wilkins Lighthouse Lantern and Lamp Manufacturer, die gevestigd was in Long Acre Street in Oost-Londen, een 18 m hoge gietijzeren vuurtoren. Deze geprefabriceerde constructie werd beschilderd met rode en witte banden en vertoonde vanaf december 1855 een vast wit licht, dat overal vanop zee zichtbaar was. Het dagmerk van de toren werd in 1889 aangepast toen bleek dat de verf van de rode banden begon te vervagen onder de invloed van het felle zonlicht. Er werd toen beslist om de toren volledig wit te schilderen.
Het torenlicht werd opgewekt door 18 olielampen, gevoed met koolzaadolie. Toen bleek dat er jaarlijks grote hoeveelheden van deze brandstof nodig waren, werd er overgeschakeld op olie die werd gewonnen uit zeeleeuwen. Het lamplicht werd versterkt en gebundeld door een systeem van reflectoren, waardoor het bij helder weer zichtbaar was tot op een afstand van 22,5 km. Na de indienststelling nam Trinity House, de Britse vuurtorenautoriteit, het beheer van de toren over.
In 1897 werd door de lokale overheid van de Falklands een eerste telefoonlijn aangelegd. Zij bracht een verbinding tot stand tussen de vuurtoren en Stanley. Er werd later een postzegel uitgebracht om deze technische verwezenlijking te herdenken.
In 1904 bracht een inspectie aan het licht dat zowel de houten fundering als de stenen constructies die de basis van de toren vormden in die mate waren aangetast dat er gevreesd werd voor de stabiliteit. Daarom werd in 1905 het plan opgevat om de toren te verplaatsen.

### Verplaatsing
Onder het toezicht van een vertegenwoordiger van Trinity House werden de werken voor het verplaatsen van de vuurtoren in 1906 opgestart. Personeel dat gevonden werd onder de lokale bevolking assisteerde vier Britse aannemerfirma's. Om de nieuwe fundering aan te leggen, ongeveer 183 m ten westen van de oude torenvoet, was 700 ton nieuw bouwmateriaal nodig. 
Om plaats te voorzien voor een nieuw optisch systeem werd de toren uitgerust met een nieuw lichthuis waardoor hij 21 m hoog werd. Om een regelmatig flitsenpatroon te genereren werd een roterend lenzenstelsel gemonteerd dat door een uurwerksysteem werd aangedreven. Het licht, dat werd opgewekt door het branden van paraffineolie en voor de eerste keer werd ontstoken in juni 1907, was in ideale omstandigheden zichtbaar tot op een afstand van ongeveer 25 km. Om de herkenbaarheid van de toren overdag te bevorderen, werd hij volledig zwart geschilderd met een grote witte band onder het lichthuis. Tijdens de werken werd een voorlopige lichtopstand op de kust geplaatst die afkomstig was van een lichtschip.

### Reddingsactie
Tijdens de lente van 1912 waren de vuurtorenwachters betrokken bij de redding van een aantal bemanningsleden van het zwaarbeladen Engelse schip Criccieth Castle, dat in de nabijheid van Kaap Hoorn in een zeer zware storm verging. Een van de twee uitgezette reddingssloepen slaagde erin om Kaap Pembroke te bereiken, waar de vuurtorenwachters de bevroren opvarenden, waaronder de kapitein van het schip, in veiligheid brachten en warmte en voedsel aanboden. De sloep waarmee de schipbreukelingen zich wisten te redden staat tentoongesteld in Stanley. Over de zeven passagiers van de tweede reddingssloep werd niets meer vernomen.

### Buitendienststelling en restauratie
De toren speelde een rol tijdens de Falklandoorlog in 1982 toen de vuurtorenwachter door middel van een illegale radio de Britse strijdkrachten op de hoogte hield van de bewegingen van het Argentijnse leger. Tijdens deze oorlog werd de toren in april 1982 beschadigd en buiten dienst gesteld. Kort daarna werden een aantal glazen lenselementen van het optisch systeem door onbekenden vernield.
In 1990 werden restauratiewerken opgestart. Naast het uitvoeren van normaal onderhoud werd er ook aandacht besteed aan het stabiliseren van de toren en het vervangen van beschadigde beglazing in het lichthuis. In november 2004 waren deze werken afgelopen en op 1 december 2005 werd de honderdste verjaardag van de vuurtoren gevierd.

## Museum en geregistreerd monument
De vuurtoren, die eigendom is van de regering van de Falklandeilanden, werd ingeschreven op de lijst van de beschermde monumenten. Hiermee werd de geschiedkundige en architecturale waarde van het bouwwerk vastgelegd. De toren maakt deel uit van een museum dat wordt beheerd door de Falkland Islands Museum and National Trust en is toegankelijk voor het publiek.